# Democracia en Honduras
En Honduras, la democracia existe desde que se independiza de España en el año 1821, cuando se establece que todos son libres sin importar su raza. Se elimina y prohíbe la esclavitud y todos los ciudadanos con mayoría de edad son elegibles para ser votados. Desde entonces, la democracia ha sido la forma de gobierno hasta la actualidad. 
| Tipo de gobierno                                                             | Fecha o periodo           | Notas |
| ---------------------------------------------------------------------------- | ------------------------- | --- |
| Primer gobierno democráticamente electo en la asamblea constituyente de 1824 | 1824 a 1827               | Se da la primera elección de un jefe de estado, Dionisio de Herrera, y se pública la primera Constitución de Honduras                                                                                                |
| Golpe de estado de 1827                                                      | 1827                      | Se interrumpe por primera vez el proceso democrático en Honduras |
| Periodo interdemocrático                                                     | 1827 a 1838               | Se realizan diversos nombramientos y elecciones, ninguno logra concluir un periodo presidencial de cuatro años. |
| Periodo interdemocrático de la República de Honduras                         | 1838 a 1856               | En 1838 se elige el primer presidente (ya no jefe de estado) pero no completa su mandato. |
| Presidencia de José Santos Guardiola                                         | 1856 a 1860 y 1860 a 1862 | José Santos Guardiola es el primer presidente democráticamente electo en completar su mandato y en ser reelecto presidente, también el primer y único presidente muerto por magnicidio (durante su segundo mandato). |
| Periodo interdemocrático entre 1862 y 1894                                   | 1862 y 1894               | Son electos nuevos presidentes pero ninguno logra completar su periodo presidencial |
| Gobiernos democráticos                                                       | 1895 a 1907               | Gobiernos ininterrumpidos de Policarpo Bonilla y Terencio Sierra, y primer gobierno de Manuel Bonilla |
| Periodo interdemocratico                                                     | 1907 a 1925               | |
| Gobiernos democráticamente electos                                           | 1925 a 1936               | Gobiernos de Miguel Paz Barahona, Vicente Mejía Colindres y Tiburcio Carías Andino |
| Dictadura de Tiburcio Carías Andino                                          | 1936 a 1949               | |
| Presidencia de Juan Manuel Gálvez                                            | 1949 a 1954               | Durante su presidencia se lleva a cabo la Huelga de 1954 |
| Periodo interdemocrático                                                     | 1954 a 1982               | |
| Gobiernos democráticos ininterrumpidos                                       | 1982 a 2009               | En 1982 es electo Roberto Suazo Córdoba, quien es el séptimo presidente de Honduras en completar su mandato, la democracia se mantiene hasta 2009                                                                    |
| Golpe de Estado en Honduras de 2009                                          | 2009                      | El golpe de estado irrumpe en un proceso democrático ininterrumpido desde 1982 en Honduras.[cita requerida] |
| Gobiernos democráticos desde 2010                                            |                           | - Roberto Micheletti. (2009-2010) 81 años. - Porfirio Lobo Sosa. (2010-2014) 77 años. - Juan Orlando Hernández. (2014-2022) 56 años.                                                                                 |

## Partidos políticos de Honduras
| Partido | Partido                                      | Candidato | Candidato                               |
| ------- | -------------------------------------------- | --------- | --------------------------------------- |
|         | Partido Libertad y Refundación (Libre)       |           | Rixi Ramona Moncada Godoy               |
|         | Partido Nacional de Honduras (PNH)           |           | Nasry Juan Asfura Zablah                |
|         | Partido Liberal de Honduras (PLH)            |           | Salvador Alejandro César Nasralla Salum |
|         | Partido Demócrata Cristiano de Honduras (DC) |           | Mario Rivera Callejas                   |
|         | Partido Innovación y Unidad                  |           | Jorge Nelson Ávila Gutiérrez            |

## Elecciones en Honduras
Las elecciones en Honduras cuentan con elecciones primarias donde los partidos políticos del país escogen a sus candidatos presidenciales, se realizan durante el tercer año de mandato del gobierno actual; y con elecciones generales de Honduras, durante el cuarto año del gobierno de turno, unos meses antes de finalizar su representación y un año después de haber realizado las elecciones primarias donde se eligen los candidatos presidenciales de cada partido político. En ellas se renuevan los titulares de los cargos de elección popular de la República de Honduras.
La primera elección democrática se dió durante la asamblea constitucional de 1821, en esa misma se elimina la esclavitud y puede votar cualquier ciudadano masculino sin importar su raza.

### Duración del periodo presidencial y estatus de la reelección presidencial
Honduras a lo largo de su historia ha contado con varias constituciones, en algunas se ha prohibido la reelección presidencial y en otras se ha permitido. 
| Constitución                       | Duración del periodo presidencial                                               | Estatus de la reelección presidencial                                                       |
| ---------------------------------- | ------------------------------------------------------------------------------- | ------------------------------------------------------------------------------------------- |
| Constitución de Honduras de 1825   | El Jefe Supremo del Estado y Vice-Jefe lo serán únicamente por cuatro años      | Podrán ser reelectos una única vez                                                          |
| Constitución de Honduras de 1831   | El Jefe Supremo y Vice-Jefe lo serán por 4 años                                 | Podrán ser reelectos una sola vez, si quisiesen admitir                                     |
| Constitución de Honduras de 1839   | El Presidente durará dos años                                                   | La reelección es ilegal                                                                     |
| Constitución de Honduras de 1848   | La duración del Presidente y Vicepresidente será de cuatro años                 | Podrán ser reelectos una única vez                                                          |
| Constitución de Honduras de 1865   | El período presidencial será de cuatro años                                     | Sin lugar a reelección sucesiva                                                             |
| Constitución de Honduras de 1873   | El período presidencial será de cuatro años                                     | El Presidente de la República no podrá ser reelecto para el período inmediato siguiente     |
| Constitución de Honduras de 1880   | El período constitucional en que el Presidente ejerce su cargo dura cuatro años | Podrá ser reelecto para el período siguiente                                                |
| Constitución de Honduras de 1894   | El periodo presidencial será de cuatro años                                     | No podrá ser reelecto ni electo Vicepresidente para el siguiente periodo                    |
| Constitución de Honduras de 1904   | El período presidencial será de cuatro años                                     | No podrá ser reelecto ni electo para el siguiente período                                   |
| Constitución de Honduras de 1924*  | El periodo presidencial será de cuatro años                                     | No podrán ser electos Presidente y Vicepresidente de la República para el periodo siguiente |
| Constitución de Honduras de 1936   | El periodo presidencial será de seis años                                       | No podrán ser electos Presidente y Vicepresidente de la República para el periodo siguiente |
| Constitución de Honduras de 1957   | El periodo presidencial será de seis años                                       | No puede ser reelecto Presidente                                                            |
| Constitución de Honduras de 1965   | El periodo presidencial será de seis años                                       | No pueden ser electos Presidente de la República para el período siguiente                  |
| Constitución de Honduras de 1982** | El período presidencial será de cuatro años                                     | Artículo 239.- No podrá ser reelecto Presidente o Vicepresidente de la República            |

- Artículo 180 de la constitución de 1924, La reforma que se haga de los Artículos constitucionales que prohíben la reelección del Presidente o del que lo sustituya, el que fija los límites de la edad para ser electos, y el que establece la duración del periodo presidencial, no producirá sus efectos en el periodo en curso ni en el siguiente.
- Artículo 42 de la constitución de 1982, La calidad de ciudadano se pierde por incitar, promover o apoyar el continuismo o la reelección del Presidente de la República.

En 2017 la reelección presidencial estaba permita por la Corte Suprema de Justicia, aunque no en la Constitución. El presidente Juan Orlando Hernández fue candidato del Partido Nacional para y fue reelegido presidente de Honduras.

### Presidentes que culminaron su periodo de Gobierno
De los presidentes de Honduras, solo trece han completado su periodo presidencial y dado paso a otro Gobierno electo democráticamente.
| Número | Presidente                    | Elecciones presidenciales                                                           | Periodo de gobierno                         |
| ------ | ----------------------------- | ----------------------------------------------------------------------------------- | ------------------------------------------- |
| 1ero   | José Santos Guardiola         | Elecciones generales de Honduras de 1855                                            | 17 de febrero de 1856 - 11 de enero de 1862 |
| 2do    | Policarpo Bonilla             | Elecciones generales de Honduras de 1894                                            | 1 de febrero de 1895 - 1 de febrero de 1899 |
| 3ero   | Terencio Sierra               | Elecciones generales de Honduras de 1899                                            | 1 de febrero de 1899 - 1 de febrero de 1903 |
| 4to    | Miguel Paz Barahona           | Elecciones generales de Honduras de 1924                                            | 1 de febrero de 1925 -1 de febrero de 1929  |
| 5to    | Vicente Mejía Colindres       | Elecciones generales de Honduras de 1928                                            | 1 de febrero de 1929 -1 de febrero de 1933  |
| 6to    | Juan Manuel Gálvez            | Elecciones generales de Honduras de 1948                                            | 1 de enero de 1949 - 5 de diciembre de 1954 |
| 7mo    | Roberto Suazo Córdova         | Elecciones generales de Honduras de 1981                                            | 27 de enero de 1982 - 27 de enero de 1986   |
| 8vo    | José Azcona del Hoyo          | Elecciones generales de Honduras de 1985                                            | 27 de enero de 1986 - 27 de enero de 1990   |
| 9no    | Rafael Leonardo Callejas      | Elecciones generales de Honduras de 1989                                            | 27 de enero de 1990 - 27 de enero de 1994   |
| 10mo   | Carlos Roberto Reina Idiáquez | Elecciones generales de Honduras de 1993                                            | 27 de enero de 1994 - 27 de enero de 1998   |
| 11vo   | Carlos Flores Facussé         | Elecciones generales de Honduras de 1997                                            | 27 de enero de 1998 - 27 de enero de 2002   |
| 12vo   | Ricardo Maduro                | Elecciones generales de Honduras de 2001                                            | 27 de enero de 2002 - 27 de enero de 2006   |
| 13vo   | Porfirio Lobo                 | Elecciones generales de Honduras de 2009                                            | 27 de enero de 2010 - 27 de enero de 2014   |
| 14vo   | Juan Orlando Hernández        | Elecciones generales de Honduras de 2013 y Elecciones generales de Honduras de 2017 | 27 de enero de 2014 - 27 de enero de 2021   |

## Sufragio femenino
El 25 de enero de 1954, el Congreso de Honduras otorgó el derecho al voto a la mujer a través del Decreto No. 30Se hace legislar el derecho al voto femenino de las ciudadanas mayores de 18 años. Desde entonces cualquier ciudadano sin importar su raza o género está habilitado para votar.

## Golpes de estado en Honduras
Si bien Honduras ha sido un país con Gobiernos democráticos desde su fundación, muchos de ellos han sido derrocados por golpes de estado y posteriormente se ha restablecido el orden constitucional. Hasta la fecha solo catorce presidentes de Honduras han logrado completar su periodo presidencial.
El primer golpe de estado fue ejercido en 1827 contra el primer gobernador de Honduras, Dionisio de Herrera y el más reciente golpe de estado fue el Golpe de Estado en Honduras de 2009.[cita requerida]